# Dror Bar-Natan

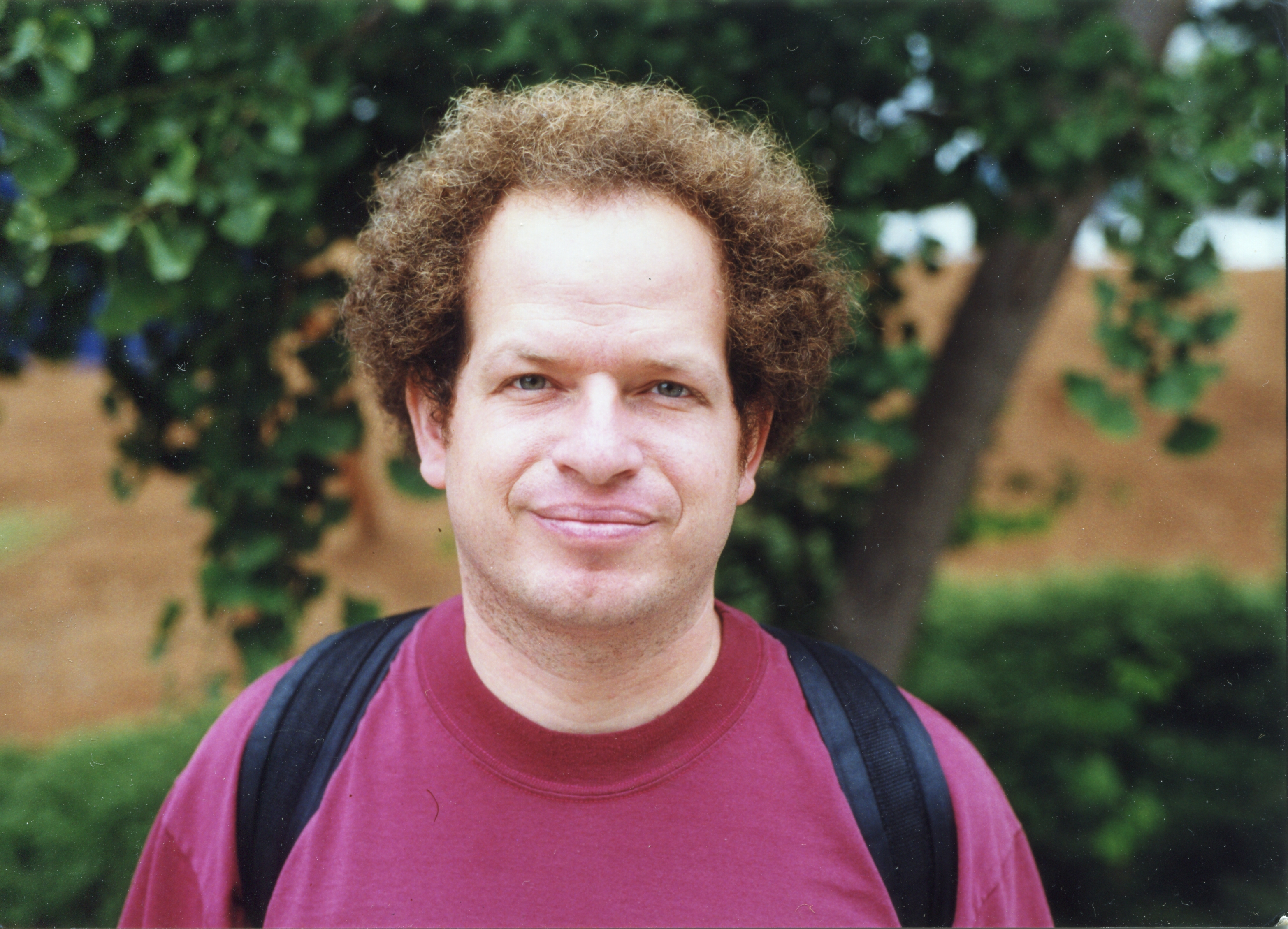
Dror Bar-Natan, Berkeley 1999

Dror Bar-Natan (* 30. Januar 1966 in Israel) ist ein israelisch-US-amerikanischer Mathematiker, der sich mit Knotentheorie und niedrig-dimensionaler Topologie befasst.
Bar-Natan studierte Mathematik an der Universität Tel Aviv (Bachelor-Abschluss 1984) und unterbrochen von Militärdienst (als Mathematik-Lehrer) ab 1987 an der Princeton University, wo er 1991 bei Edward Witten in Mathematik promoviert wurde (Perturbative Aspects of the Chern-Simons Topological Quantum Field Theory), Als Post-Doktorand war er 1991 bis 1995 Benjamin Peirce Assistant Professor an der Harvard University. Danach war er Senior Lecturer an der Hebräischen Universität in Jerusalem sowie ab 2002 Associate Professor und ab 2006 Professor an der University of Toronto. 1999/2000 war er Gastprofessor (Visiting Miller Professor) an der University of California, Berkeley und am MSRI.
Bar-Natan befasste sich unter anderem mit topologischer Quantenfeldtheorie, speziell der Chern-Simons-Theorie  und deren Verwendung zur Gewinnung von Knoteninvarianten (zuerst erkannt von Edward Witten): er bewies, dass diese topologische Quantenfeldtheorie Knoteninvarianten in jeder Ordnung der Störungstheorie liefert. Er befasste sich mit Vassiliev-Invarianten und Khovanov-Homologie, wozu er wesentliche Beiträge leistete.
Er kritisierte mit anderen den Bibelcode von Michael Drosnin, indem er zeigte, dass sich mit diesen Methoden beliebige Botschaften aus der Bibel auffinden lassen wie  auch in anderen Werken wie Tolstois Krieg und Frieden.
Bar-Natan ist Mitherausgeber von Compositio Mathematica. Er hat sowohl die israelische als auch die US-amerikanische Staatsbürgerschaft.